# Meschack Elia
Meschack Elia, né le 6 août 1997 à Kinshasa, est un footballeur international congolais (RDC) qui évolue au poste d'ailier gauche  au BSC Young Boys.

## Biographie

### Carrière en club
Meschack Elia grandît à Kinshasa où il commence très tôt à jouer au ballon comme la plupart des jeunes de son quartier. Son talent est découvert par Alain le Jeune, président du centre d'initiation des enfants congolais au football « CIECF ».
En 2012, il prend part au Tournoi Airtel Jeunes talents où son équipe participe à la phase finale au Kenya. Il joue chez AF Jogari.

#### CS Don Bosco (2014-2016)
En septembre 2014, il rejoint le CS Don Bosco et connaît une progression fulgurante.
Encore inconnu du grand public, Meschack Elia se fait remarquer lors du CHAN Rwanda 2016, dans lequel il devient un élément majeur de sélection et prouve tout son talent.

#### TP Mazembe (2016-2019)
En 2016, il signe au Tout Puissant Mazembe pour cinq ans. Il joue son premier match avec le T.P Mazembe le 20 février 2016, lors de la Supercoupe de la CAF en remplaçant Roger Assalé à la 67e minute de jeu.
Après le CHAN 2016, Meschack est courtisé et décroche même un test en Turquie.
Pendant l'été 2016, il fait un test à Bursaspor, l'ancien club de Cédric Bakambu, sans parvenir à un accord. Il a aussi eu des négociations sérieuses avec le FC Porto qui furent non concluantes, et il enchaîne avec le Standard de Liège.
Il retourna donc à Mazembe en octobre 2016.
En août 2019, l'ailier congolais aurait d'ailleurs dû recevoir une proposition de contrat après trois semaines de test, mais l'international serait sur le point de poser un lapin au Royal Sporting Club Anderlecht.
Selon Het Nieuwsblad, la direction anderlechtoise suppose qu'il est actuellement en Suisse en train de négocier avec les BSC Young Boys de Berne, alors que son agent affirme les contrats signés avec le TP Mazembe sont illégaux et que, par conséquent, le joueur est libre de s'engager avec n'importe quel club. Un dossier qui pourrait se régler devant les tribunaux.

#### BSC Young Boys (depuis 2020)
Le 18 février 2020 il s'engage avec les Young Boys le montant du transfert reste inconnu, il dispute son premier match officiel avec les Young Boys le 23 février 2020, de la même année, lors de leurs déplacements à Saint-Gall, il est remplaçant à la 83e minute score final 3-3.
Il marque son premier but avec les Young Boys le 27 juin 2020 à la 90e minute contre Neuchâtel Xamax dont il dispute toute la rencontre, le 1er octobre 2020, il dispute la qualification de l'UEFA Ligue Europa contre le KF Tiranauk club Albanais les Young Boys rapporte la rencontre sur un score de 3-0. Il marque son premier but en Ligue Europa le 18 février 2021 contre Bayer 04 Leverkusen ils remportent le match par un score de 4-3.
Le 9 juillet 2022, il prolonge son contrat avec BSC Young Boys, jusqu'en 2024,.
En mars 2023, il prolonge son contrat au club jusqu'à l'été 2026.
Début février 2025, le club annonce son prêt jusqu'à la fin de la saison dans un club de Ligue 1, le FC Nantes.

##### Prêt au FC Nantes (2025)
Le 3 février 2025, il rejoint le FC Nantes lors de l'ultime journée du mercato hivernale. Le congolais est prêté chez les canaris pour six mois, assorti d'une option d'achat à hauteur de 3M€.

### Carrière en sélection
Il participe avec la sélection congolaise au Championnat d'Afrique des nations 2016 organisé au Rwanda, compétition lors de laquelle il se fait remarquer par sa vitesse et ses dribles.
Il marque son premier lors de la première journée du championnat contre l'Éthiopie, à la 57e minute de jeu, à la réception d'un centre d'Héritier Luvumbu pour une victoire (2-0). Lors de la deuxième journée contre l'équipe d'Angola, il marque le deuxième but de son équipe à la 18e minute, avant de faire une passe décisive à Merveille Bope pour une victoire 4-2. Il est élu homme du match à l'issue de la rencontre.
En finale de la compétition contre le Mali, il ouvre le score sur une déviation de la tête de Jonathan Bolingi. Il marque un deuxième but sur une passe de Yannick Bangala : il dribble le gardien malien Djigui Diarra avant de marquer dans le but vide. Le match se termine sur une nette victoire (3-0) en faveur des joueurs congolais. Il est une nouvelle fois élu homme du match. Il termine meilleur buteur de la compétition avec quatre buts et se voit également élu meilleur joueur de la compétition.
Trois ans plus tard, il est convoqué pour participer à la Coupe d'Afrique des nations 2019 , la première de sa carrière. Les congolais atteindront les huitièmes de finales. 
Le 27 décembre 2023, il est retenu dans la liste des vingt-quatre joueurs congolais sélectionnés par Sébastien Desabre pour disputer la Coupe d'Afrique des nations 2023.
Le 15 octobre 2024, entrée en jeu à la 60e minute de jeu, il inscrit un doublé face aux Taifas Stars de la Tanzanie, ce qui permet aux Léopards de la République Démocratique du Congo de se qualifier à la Coupe d'Afrique des nations 2025 au Maroc.

## Prix et distinctions

### Palmarès
- Vainqueur du Championnat d'Afrique des nations en 2016 avec l'équipe de la République démocratique du Congo
- Vainqueur de la Supercoupe de la CAF en 2016 avec le Tout Puissant Mazembe
- Vainqueur de la Coupe de la confédération en 2016 et 2017 avec le Tout Puissant Mazembe
- Vainqueur de Championnat de Suisse de football 2020, 2021, 2023 et 2024
- Vainqueur de la Coupe de Suisse en 2023